# کالینینو (شهرستان ایلیشفسکی، باشقیرستان)
کالینینو (انگلیسی: Kalinino, Ilishevsky District, Republic of Bashkortostan) یک شهرک در شهرستان ایلیشفسکی استان باشقیرستان کشور روسیه است.